# ريما ميجر
ريما ميجر هي رابر ومغنية كندية، ولدت في 26 يونيو 1995 في الخرطوم في السودان.

## وصلات خارجية
- ريما ميجر على موقع IMDb (الإنجليزية)
- ريما ميجر على موقع ميوزك برينز (الإنجليزية)
- ريما ميجر على موقع أول ميوزيك (الإنجليزية)
- ريما ميجر على موقع ديسكوغز (الإنجليزية)